# Raccordement (chemin de fer)
Pour les articles homonymes, voir Raccordement.
 (octobre 2014).
Si vous disposez d'ouvrages ou d'articles de référence ou si vous connaissez des sites web de qualité traitant du thème abordé ici, merci de compléter l'article en donnant les références utiles à sa vérifiabilité et en les liant à la section « Notes et références ».

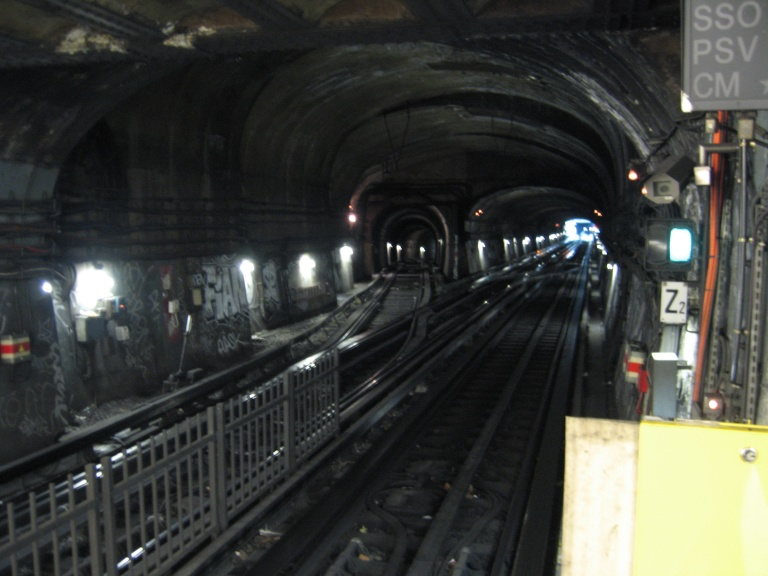
À gauche, raccordement entre Vavin (ligne 4 du métro de Paris) et Montparnasse - Bienvenüe (ligne 12), vu de la ligne 4.

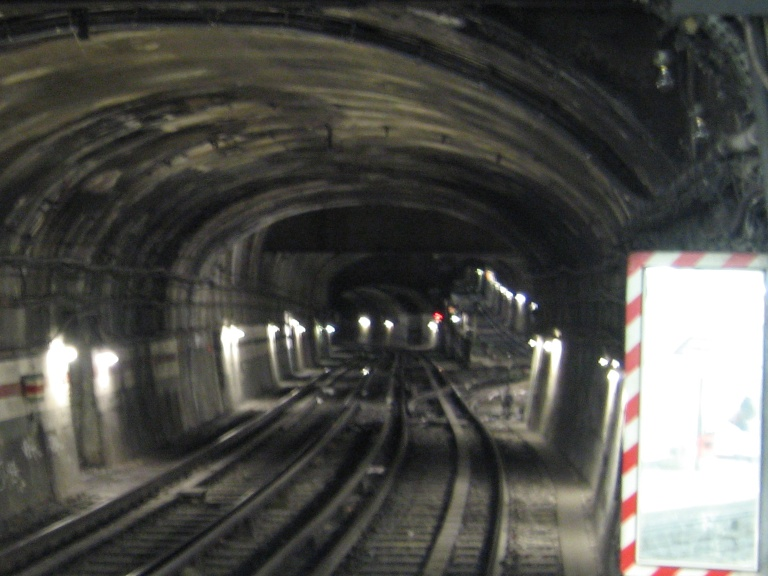
À droite, le même raccordement vu de la ligne 12.

Un raccordement est une connexion entre deux lignes ferroviaires, généralement à l'aide d'appareils de voie, permettant de faire passer des trains d'une ligne à l'autre.
Dans le cas où l'exploitation des lignes est indépendante, un raccordement permet de faire passer des trains de travaux, ou envoyer des trains vers un atelier de maintenance situé sur une autre ligne.
Un raccordement entre deux lignes ne doit pas être confondu avec une correspondance, cette dernière ne s'appliquant qu'aux voyageurs et non aux trains.